# داميان طوماس
داميان طوماس (بالإنجليزية: Damien Thomas) هو ممثل بريطاني، ولد في 11 أبريل 1942 في مصر.

## وصلات خارجية
- داميان طوماس على موقع IMDb (الإنجليزية)
- داميان طوماس على موقع قاعدة بيانات الفيلم (الإنجليزية)